# Pantelhá
Pantelhá är en ort i Mexiko.   Den ligger i kommunen Chilón och delstaten Chiapas, i den sydöstra delen av landet, 800 km öster om huvudstaden Mexico City. Pantelhá ligger 1 174 meter över havet och antalet invånare är 305.
Terrängen runt Pantelhá är kuperad åt sydväst, men åt nordost är den bergig. Runt Pantelhá är det ganska tätbefolkat, med 56 invånare per kvadratkilometer. Närmaste större samhälle är Yajalón, 6,1 km väster om Pantelhá. I omgivningarna runt Pantelhá växer i huvudsak städsegrön lövskog.